# И-12 (АНТ-23)
И-12 (АНТ-23 „Баумански комсомолец“) „изтребител дванадесети“ е експериментален съветски изтребител с тандемно разположени двигатели и динамореактивни (безоткатни) оръдия APK-4, калибър 76,2 mm. Излита за първи път през 1931 г. Не показва високи резултати. Построен е само един прототип.

## История
Конструктор на самолета е ръководителят на бригада ОАГОС (Отдел Авиация, Хидроавиация и Опитно Строителство към ЦАГИ), Виктор Николаевич Чернишов – авиоконструктор, старши инженер на ОАГОС. От 1934 г. е директор на Воронежкия авиозавод, неоснователно репресиран и разстрелян. Реабилитиран е посмъртно. Сглобяването на И-12 приключва в началото на лятото на 1931 г. и през юли той се появява на летището. На 29 август се провежда първия полет, показал напълно задоволителни характеристики. На 21 март 1932 г., при пробна стрелба с оръдията, частично е разрушена конструкцията на самолета. Въпреки това, пилотът успява да приземи самолета. При кацането се пречупва опашната греда, но пилотът и самолетът не са засегнати. За този подвиг на 20 май 1932 г. пилотът Козлов е награден с орден Червена Звезда. След инцидента самолетът е възстановен, но поради слаби летателни характеристики, е взето решение за прекратяване на работата по този проект.
Отстраняването на недостатъците е планирано за втория екземпляр с леки променени размери – АНТ-23 бис.
Работата по И-12 бис започва още през лятото на 1931 г., но е спряна във връзка с незадоволителното представяне на първата машина при полетните изпитания. В процеса на монтаж конструкцията претърпява много промени. Работата се проточва и ръководство вече не обръща особено внимание на проекта. При тези условия през 1933 г. бауманската организация на ВЛКСМ решава да поеме шефство над самолета, поради което И-12 бис получава името „Баумански комсомолец“. Комсомолците от ЦАГИ поемат обещание да отработят по монтажа на самолета по 60 часа в свободното си време. Въпреки че машината е почти построена (към 1 януари 1934 г. завършеността ѝ е определена като 84,95 %), положението не може да бъде спасено. На 4 юни в завода пристига заповед на заместник-началника на ЦАГИ Андрей Николаевич Туполев за прекратяване на работите по И-12 бис.

## Конструкция
И-12 бис е изцяло метален, едноместен, с два двигателя Bristol Jupiter VI на фирмата Gnome-Rһone, монтирани в тандем, с пилотската кабината между тях, двуосен нископлощник с оръдия APK-4 (76,2 mm) в основата на крилете. Опашните греди са изработени от изтънени до 170 mm водопроводни тръби – дебелината на стените е от 1 до 3 mm. Всяка греда се състои от три тръби, свързани посредством резба и нипели.
Шасито е пирамидално, с ресори от гумени пластини – достатъчно високо, за да се осигури добър просвет на задния винт от земята. На всяка от гредите има подпори.

## Летателно-технически характеристики
Източник: Gunston, 1995; Шавров, 1985.
Технически характеристики
- Екипаж: 1
- Дължина: 9,52 m
- Размах на крилете: 15,67 m
- Площ на крилете: 33 m²
- Тегло празен: 1818 kg
- Полетно тегло: 2405 kg
- Двигатели: 2 × бутално-мотовилкови Bristol Jupiter VI
- Мощност: 2 × 420 к. с. (2 × 313 kW)

Летателни характеристики
- Максимална скорост: 318 km/h на 5000 m
- Скорост при кацане: 100 km/h
- Далечина на полета: 405 km
- Таван на полета: 9320 m
- Скороподемност: 5000 m за 7,7 min
- Натоварване на крилото: 80 kg/m²

Въоръжение
- 2 × 76 mm динамореактивни оръдия АПК-4